# Asesinatos de Lauria Bible y Ashley Freeman
Lauria Jaylene Bible ( 18 de abril de 1983 - desaparecida el 30 de diciembre de 1999)) y Ashley Renae Freeman (29 de diciembre de 1983 - desaparecida el 30 de diciembre de 1999)) eran dos adolescentes estadounidenses que desaparecieron en la noche del 29 al 30 de diciembre de 1999, en la casa de Freeman en Welch, Oklahoma. 
Los bomberos llegaron a la casa móvil de los Freeman poco después de las 5:30 de la madrugada, cuando un transeúnte informó sobre un incendio en la residencia. Después de que se extinguiese el fuego, se recuperaron los cuerpos de los padres de Freeman, Danny y Kathy. Ambos habían sido asesinados con disparos de escopeta a quemarropa. Sin embargo, la policía no pudo encontrar ningún rastro de Bible o de Freeman entre los restos de la casa. 
El 26 de abril de 2018, se informó que Ronnie Dean Busick había sido acusado de cuatro cargos de asesinato en primer grado por los asesinatos de Bible y de la familia Freeman. En 2020 fue declarado culpable y sentenciado.

## Desaparición
El 29 de diciembre de 1999, las compañeras de instituto y amigas desde la infancia Lauria Bible y Ashley Freeman decidieron pasar la noche juntas celebrando el 16º cumpleaños de Freeman. Bible recibió permiso de sus padres para pasar la noche en la casa de Freeman, recordándole que debía regresar temprano por la mañana para ayudar en las labores de la granja familiar. Más temprano ese día, las chicas habían pasado tiempo en una pizzería local con la madre de Freeman, Kathy.
Aproximadamente a las 5:30 a. m. del 30 de diciembre de 1999, un transeúnte llamó al 9-1-1 reportando que la casa de los Freeman estaba envuelta en llamas. La policía determinó que el incendio había sido provocado. Dentro de la casa, los restos carbonizados de Kathy fueron descubiertos en el suelo de su dormitorio; le habían disparado en la parte posterior de la cabeza. Inicialmente, no se localizaron otros restos, lo que llevó a la policía local a extrapolar que el padre de Ashley, Danny Freeman, había matado a su esposa y huido con ambas chicas. Era un hombre irascible y a pesar de tratarse de una pequeña ciudad agrícola en la pradera, muchos sabían que traficaba a pequeña escala con marihuana y posiblemente metanfetaminas. Esta última droga estaba por entonces arrasando en el noreste de Oklahoma. El coche aparcado de Bible estaba en el camino de entrada de la casa con las llaves en el contacto.
Al día siguiente, 31 de diciembre, los padres de Bible, Lorene y Jay, volvieron a la escena, esperando encontrar alguna pista adicional que las fuerzas del orden pudieran haber pasado por alto. En medio de los extensos escombros, descubrieron lo que parecía ser otro cuerpo y notificaron a la policía. Se determinó que el segundo cuerpo era el de Danny; al igual que a su esposa, también le habían disparado en la cabeza al estilo de una ejecución, en este caso en el rostro. Tras este descubrimiento, la escena del crimen fue reexaminada, pero no se encontró ninguna señal de Bible o de Freeman. En 2010, la familia Freeman inició un proceso judicial para declarar a Ashley legalmente muerta.

## Investigación

### Sospechosos y confesiones
En la década que siguió a la desaparición de Bible y Freeman, dos asesinos convictos -Tommy Lynn Sells y Jeremy Jones- confesaron haberlas asesinado, pero posteriormente se retractaron de su admisión. Jones había afirmado que había asesinado a los padres de Freeman como un favor a un amigo por una deuda de drogas, y luego llevó a las chicas a Kansas, donde les disparó y arrojó sus cuerpos a una mina abandonada. Sin embargo, las búsquedas en la mina que Jones identificó resultaron infructuosas, y Jones admitió posteriormente que había inventado la historia para conseguir mejor comida y privilegios telefónicos adicionales en la prisión.
En un perfil de 2001 en la serie televisiva Misterios sin resolver, se mencionó que habían circulado rumores entre los lugareños de que el Departamento de Policía del Condado de Craig estaba en disputa con los Freeman al momento del crimen por la muerte un año antes de su hijo de 17 años, Shane, un alborotador que había entrado en varias casas a robar, que fue disparado por un agente policial después de robar un coche. Aunque su muerte fue considerada justificada pues se comprobó que el chico sacó un arma antes, los Freeman habían amenazado con presentar una demanda por homicidio culposo. El hermano de Danny, Dwayne Freeman, afirmó que Danny había dicho que los agentes habían intentado intimidarle.

### Arresto de Ronnie Busick en 2018
En abril de 2018, se informó que Ronnie Dean Busick, de 66 años, había sido arrestado y acusado de cuatro cargos de asesinato en primer grado por las muertes de Bible y la familia Freeman. También se identificó a otros dos sospechosos, Warren Phillip "Phil" Welch II (fallecido en 2007) y David Pennington (fallecido en 2015). Según el The Washington Post, "al menos una docena" de testigos afirmaron que los tres hombres se jactaban de haber violado y asesinado a Bible y Freeman, y que llegaron a tomar fotografías Polaroid de ellas. Varios testigos afirmaron que los tres hombres mataron a los Freeman por dinero de la droga, y que las chicas estuvieron cautivas en el remolque de Welch durante varios días antes de ser asesinadas.
Una testigo que vivió con Welch poco después de las desapariciones presentó una declaración jurada de que "escuchó conversaciones entre los tres hombres en las que revelaron que las víctimas de asesinato les debían dinero" y que Welch guardaba a modo de trofeo un maletín con las fotos tomadas con Polaroid que mostraban a ambas chicas "atadas y amordazadas con cinta adhesiva y acostadas en una cama", con Welch tendido junto a las chicas en algunas de las fotografías. Según la declaración jurada, Welch, Pennington y Busick, los tres adictos a la metanfetamina, habían afirmado haber violado y torturado a las jóvenes durante varios días antes de dispararles y deshacerse de sus restos "en una fosa" o pozo de mina en Picher, Oklahoma. Las fuerzas del orden también afirmaron que creían que los restos de las chicas podían haber sido "arrojados en un sótano que luego se cubrió con hormigón" en alguna de las diversas casas donde residieron, varias ya cerradas y abandonadas.
En un discurso público, la familia de Bible emitió una declaración en la que afirmaba que había estado al tanto de las supuestas fotografías "durante años", y que "En este momento todo se centra en encontrar a Lauria y Ashley. Agradecemos toda la información que conduzca a su recuperación. Hasta que no estén en casa con nosotros, esto nunca terminará". Después de su arresto, Busick dijo a los periodistas que quería hablar con los Bible. El 26 de abril de 2018, la madre de Bible, Lorene, confirmó que habló con Busick, pero que él negó conocer el paradero de su hija o de Freeman.

## Cobertura mediática
Las desapariciones de Bible y Freeman se retrataron en America's Most Wanted en el año 2000, y en Unsolved Mysteries en 2001. El caso fue presentado más tarde en la serie Desaparecidos con Beth Holloway. En 2013, se describieron en la serie documental Desaparecidos en Investigation Discovery.
En septiembre de 2018, uno de los principales testigos del caso contra Ronnie Busick, así como los investigadores de los casos sin resolver que presentaron los cargos, concedieron sus primeras entrevistas al periódico Tulsa World para un informe especial.
El caso fue presentado en una nueva serie televisiva de cuatro partes en HLN titulada Hell In The Heartland a partir del 2 de junio de 2019, que esperaba arrojar más luz sobre las desapariciones de las adolescentes y los principales sospechosos. El programa fue presentado por el creador del programa y escritor sobre crímenes Jax Miller, quien también estaba escribiendo un libro sobre las desapariciones de las jóvenes publicado en julio de 2020 titulado Hell in the Heartland: Murder, Meth and the case of Two Missing Girls.